# Transformatorölprüfung
Transformatorenöl, eine Art Isolier- und Kühlöl, das in Transformatoren und anderen elektrischen Geräten verwendet wird, muss in regelmäßigen Abständen geprüft werden, um sicherzustellen, dass es noch für seinen Zweck geeignet ist. Denn es neigt dazu, sich mit der Zeit zu verschlechtern. Die Prüfabläufe und -verfahren sind in verschiedenen internationalen Normen festgelegt, viele davon von der IEC und ASTM. Die Prüfung von Transformatorenöl besteht in der Messung der Durchschlagsspannung und anderer physikalischer und chemischer Eigenschaften von Ölproben, entweder in einem Labor oder mit tragbaren Prüfgeräten vor Ort.

## Prüfgrund
Das Transformatorenöl (Isolieröl) von Spannungs- und Stromtransformatoren erfüllt sowohl den Zweck der Isolierung als auch der Kühlung. Daher ist die dielektrische Qualität des Transformatorenöls für den sicheren Betrieb eines Transformators entscheidend.
Da sich das Transformatorenöl durch Alterung und Feuchtigkeitseintritt verschlechtert, sollte das Transformatorenöl je nach Wirtschaftlichkeit, Einsatz des Transformators und anderen Faktoren regelmäßig geprüft werden. Elektrizitätsversorgungsunternehmen haben ein ureigenes Interesse an regelmäßigen Öltests, da Transformatoren einen großen Teil ihres Gesamtvermögens ausmachen. Durch solche Prüfungen kann die Lebensdauer von Transformatoren erheblich verlängert werden, wodurch sich Neuinvestitionen in Ersatzanlagen für Transformatoren verzögern.

## Vor-Ort-Prüfung
In jüngster Zeit sind zeitaufwändige Prüfverfahren in Prüflabors durch Ölprüfverfahren vor Ort ersetzt worden. Es gibt verschiedene Hersteller von tragbaren und batteriebetriebenen Ölprüfgeräten. Mit leichten Geräten im Bereich von 20 bis 40 kg können Prüfungen bis zu 100 kV automatisch vor Ort durchgeführt und protokolliert werden.

## Prüfung der Durchschlagsspannung

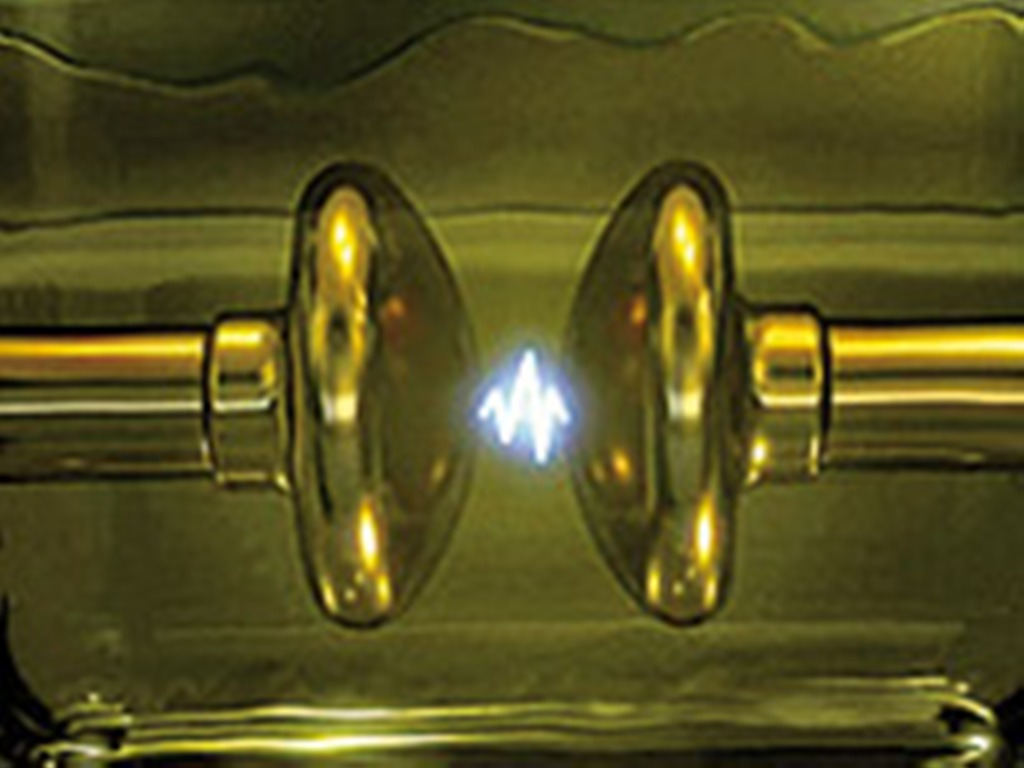
Lichtbogen des Spannungsdurchschlags bei der Ölprüfung

Um die Isoliereigenschaft eines dielektrischen Transformatorenöls zu beurteilen, wird eine Probe entnommen und die Durchschlagspannung gemessen. Die genaue Prüfung ist in der Norm nach IEC 60156 beschrieben. Je niedriger die resultierende Durchschlagspannung ist, desto schlechter ist die Qualität des Transformatorenöls.
- Das Transformatorenöl wird in den Behälter des Prüfgeräts gefüllt. Zwei normgerechte Prüfelektroden mit einem typischen Abstand von 2,5 mm sind von dem dielektrischen Öl umgeben.
- An die Elektroden wird eine Prüfspannung angelegt, die mit einer konstanten, normgerechten Anstiegsgeschwindigkeit von z. B. 2 kV/s kontinuierlich bis zum Durchschlag erhöht wird.
- Bei einer bestimmten Spannungshöhe kommt es zum Durchbruch eines Lichtbogens, der zum Zusammenbruch der Prüfspannung führt.
- Einen Augenblick nach dem Zünden des Lichtbogens wird die Prüfspannung von der Prüfeinrichtung automatisch abgeschaltet. Eine sehr schnelle Abschaltung ist wünschenswert, um die Verkokung durch den Lichtbogen zu begrenzen und um die zusätzliche Verunreinigung so gering wie möglich zu halten.
- Das Prüfgerät misst und meldet den Effektivwert der Durchschlagsspannung.
- Nach Beendigung der Prüfung wird das Isolieröl automatisch umgerührt und die Prüfsequenz wiederholt: typischerweise 5 Wiederholungen, abhängig von der Norm.
- Als Ergebnis wird die Durchschlagspannung als Mittelwert der einzelnen Messungen berechnet.

## Prüfungstypen
- Analyse gelöster Gase; z. B. IEC 60599, ASTM D3612
- Dielektrische Durchbruchspannung; z. B. IEC 60156, D 877, ASTM D1816
- Farbe; z. B. ASTM D1500
- Furanverbindungen; z. B., ASTM D5837
- Flammpunkt, Brennpunkt; z. B. ISO 2719, ISO 2592, ASTM D92
- Flüssigkeitsleistungsfaktor; z. B., ASTM D924
- Gehalt an Oxidationshemmern, z. B. IEC 60666, ASTM D2668
- Gehalt an polychlorierten Biphenylen, z. B. ASTM D4059
- Gelöste Metalle; z. B., ASTM D7151
- Grenzflächenspannung, z. B. D 971
- Karl-Fischer-Feuchtigkeit, z. B. IEC 60814, ASTM D1533
- Neutralisationszahl, Säurezahl z. B. IEC 62021.3, ASTM D974
- Relative Dichte (spezifisches Gewicht), z. B. ISO 3675, D 1298, ASTM D1524
- Spezifischer Widerstand, z. B. ASTM D1169
- Visuelle Prüfung, z. B. D1524
- Verlustfaktor (tan delta), z. B. IEC 60247
- Viskosität z. B. ISO 3104

### Internationale Prüfnormen
- VDE370-5/96
- OVE EN60156
- IEC 60156/97,
- ASTM1816-04-1
- ASTM1816-04-2
- ASTM877-02
- ASTM877-02B
- AS1767.2.1
- BS EN60156
- NEN 10 156
- NF EN60156
- PA SEV EN60156
- SABS EN60156
- UNE EN60156
- IS:6792[8]
- IS 335